# Девичье Поле (Кировоградская область)
Деви́чье По́ле (укр. Діво́че По́ле) — село в Попельнастовской сельской общине Александрийского района Кировоградской области Украины.
Население по переписи 2001 года составляло 361 человек. Почтовый индекс — 28050. Телефонный код — 5235. Код КОАТУУ — 3520382401.